# Owais Ahmed (Schauspieler)
Owais Ahmed ist ein US-amerikanischer Theater- und Filmschauspieler.

## Leben
Ahmed machte an der Illinois State University seinen Bachelor in Arts im Fach Schauspiel. Er spricht neben Englisch auch Urdu und Hindi. 2012 gab er sowohl in dem Kurzfilm Gangcity: Little India als auch in dem Theaterstück EL Stories sein Schauspieldebüt. 2014 war er im Katastrophenfilm Eiszeitalter – The Age of Ice in der Rolle des Tariq zu sehen. Es folgten 2015 eine Episodenrolle in der Fernsehserie Empire sowie 2016 eine Nebenrolle im Kinofilm Batman v Superman: Dawn of Justice. 2018 erhielt er eine Episodenrolle in der Fernsehserie Chicago Fire und eine Besetzung im Kurzfilm From the Air We Breathe. Für seine Leistungen im Bühnenstück The Invisible Hand wurde er 2018 für den Chicago Theatre Award 2018 als bester Nebendarsteller nominiert. Für dieselbe Rolle folgte im selben Jahr außerdem eine Nominierung für den Non-Equity Jeff Award, den er gewinnen konnte.

## Filmografie (Auswahl)
- 2012: Gangcity: Little India (Kurzfilm)
- 2014: Eiszeitalter – The Age of Ice (The Age of Ice)
- 2015: Empire (Fernsehserie, Episode 1x05)
- 2016: Batman v Superman: Dawn of Justice
- 2018: Chicago Fire (Fernsehserie, Episode 1x05)
- 2018: From the Air We Breathe (Kurzfilm)

## Theater (Auswahl)
- 2012–2017: EL Stories (The Greenhouse Theater Center)
- 2013: Disconnect (Victory Gardens Biograph Theatre)
- 2013: Blood and Gifts (TimeLine Theatre)
- 2013: Much Ado About Nothing (Victory Gardens Biograph Theater)
- 2014: The Qualms (Steppenwolf Downstairs Theatre)
- 2016: The Invisible Hand (Stiemke Theater)
- 2016: EOM (end of message) (Ignition Festival of New Plays)
- 2016: EOM (end of message) (Victory Gardens Biograph Theatre)
- 2016: A Comedical Tragedy for Mister (Chopin Theatre)
- 2016: Orange (Mixed Blood Theatre)
- 2017: The Hard Problem (Court Theatre)
- 2017: The Invisible Hand (Steep Theatre)
- 2018: Heartland (Geva Theatre Center)
- 2018: Guards at the Taj (Milwaukee Repertory Theater)
- 2018: White Rabbit, Red Rabbit (The Den)
- 2019: Small Mouth Sounds (Hertz Stage)